# Nesomylacris reddelli
Nesomylacris reddelli är en kackerlacksart som beskrevs av Fisk och Gurney 1972. Nesomylacris reddelli ingår i släktet Nesomylacris och familjen småkackerlackor. Inga underarter finns listade i Catalogue of Life.